# Vuelta al País Vasco 1988
La XXVIII Vuelta al País Vasco, disputada entre el 4 de abril y el 8 de abril de 1988, estaba dividida en 5 etapas para un total de 852,8 km.
Participaron los 11 equipos profesionales españoles (Reynolds, Kelme, Teka, BH, Zahor, Caja Rural Orbea, Seur, Kas Canal 10, CLAS-Cajastur, Helios CR y Fagor Lagun Aro) y 4 equipos extranjeros (Panasonic, 7 Eleven, Super Confex y PDM).
La victoria final de Erik Breukink supuso el primer triunfo de un ciclista neerlandés.

## Etapas
| Etapa              | Fecha    | Recorrido                     | km        | Vencedor de la Etapa   | Líder de la general    |
| ------------------ | -------- | ----------------------------- | --------- | ---------------------- | ---------------------- |
| 1ª etapa           | 04/04/88 | Beasáin - Beasáin             | 188       | Manuel Jorge Domínguez | Manuel Jorge Domínguez |
| 2ª etapa           | 05/04/88 | Beasáin - Durango             | 184       | Rolf Gölz              | Rolf Gölz              |
| 3ª etapa           | 06/04/88 | Durango - Ibardin             | 154       | Luc Suykerbuyk         | Luc Suykerbuyk         |
| 4ª etapa           | 07/04/88 | Vera de Bidasoa - Salvatierra | 194,5     | Sean Kelly             | Luc Suykerbuyk         |
| 5ª etapa (1º Sec.) | 08/04/88 | Salvatierra - Cegama          | 124       | Erik Breukink          | Luc Suykerbuyk         |
| 5ª etapa (2º Sec.) | 08/04/88 | Cegama - Otzaurte             | 8,3 (CRI) | Erik Breukink          | Erik Breukink          |

## Clasificaciones
| \| 1. \| Erik Breukink \| PAN \| 21h 11' 16s \| \| 2. \| Luc Suykerbuyk \| ZAH \| a 24s \| \| 3. \| Julián Gorospe \| REY \| a 26s \| \| 4. \| Marino Lejarreta \| CAJ \| a 1' 18s \| \| 5. \| Álvaro Pino \| BH \| a 1' 27s \| \| 6. \| Pedro Delgado \| PDM \| a 1' 40s \| \| 7. \| Pedro Muñoz \| FAG \| a 1' 58s \| \| 8. \| Anselmo Fuerte \| BH \| a 2' 23s \| \| 9. \| Jean Claude Bagot \| FAG \| a 3' 57s \| \| 10. \| Acacio Da Silva \| KAS \| a 4' 30s \| |                   |     |             |
| 1. | Erik Breukink     | PAN | 21h 11' 16s |
| 2. | Luc Suykerbuyk    | ZAH | a 24s       |
| 3. | Julián Gorospe    | REY | a 26s       |
| 4. | Marino Lejarreta  | CAJ | a 1' 18s    |
| 5. | Álvaro Pino       | BH  | a 1' 27s    |
| 6. | Pedro Delgado     | PDM | a 1' 40s    |
| 7. | Pedro Muñoz       | FAG | a 1' 58s    |
| 8. | Anselmo Fuerte    | BH  | a 2' 23s    |
| 9. | Jean Claude Bagot | FAG | a 3' 57s    |
| 10. | Acacio Da Silva   | KAS | a 4' 30s    |

| \| 1. \| Sean Kelly \| KAS 89 puntos \| \| \| 2. \| Manuel Jorge Domínguez \| BH 45 puntos \| \| \| 3. \| Rolf Gölz \| SUP 44 puntos \| \| |                        |               |  |
| 1. | Sean Kelly             | KAS 89 puntos |  |
| 2. | Manuel Jorge Domínguez | BH 45 puntos  |  |
| 3. | Rolf Gölz              | SUP 44 puntos |  |

| \| 1. \| Álvaro Pino \| BH 55 puntos \| \| \| 2. \| Sean Kelly \| KAS 47 puntos \| \| \| 3. \| Marino Lejarreta \| CAJ 27 puntos \| \| |                  |               |  |
| 1. | Álvaro Pino      | BH 55 puntos  |  |
| 2. | Sean Kelly       | KAS 47 puntos |  |
| 3. | Marino Lejarreta | CAJ 27 puntos |  |

| \| 1. \| Alberto Leanizbarrutia \| CLA 16 puntos \| \| \| 2. \| Modesto Urrutibeazkoa \| SEU 12 puntos \| \| \| 3. \| Arsenio González \| TEK 8 puntos \| \| |                        |               |  |
| 1. | Alberto Leanizbarrutia | CLA 16 puntos |  |
| 2. | Modesto Urrutibeazkoa  | SEU 12 puntos |  |
| 3. | Arsenio González       | TEK 8 puntos  |  |

| \| 1. \| Reynolds \| 62h 50' 25s \| \| \| 2. \| Kas Canal 10 \| a 1' 20s \| \| \| 3. \| Fagor Lagun Aro \| a 3' 36s \| \| |                 |             |  |
| 1. | Reynolds        | 62h 50' 25s |  |
| 2. | Kas Canal 10    | a 1' 20s    |  |
| 3. | Fagor Lagun Aro | a 3' 36s    |  |